# Nimbacola lamottei
Nimbacola lamottei är en skalbaggsart som beskrevs av Renaud Maurice Adrien Paulian 1970. Nimbacola lamottei ingår i släktet Nimbacola och familjen Dynastidae. Inga underarter finns listade i Catalogue of Life.